# 華西壩駅
華西壩駅（かさいはえき、中国語：华西坝站、英語：Huaxiba Station）は中国四川省成都市錦江区人民南路三段にある、成都地下鉄1号線の駅。2013年9月27日に開業。駅名は、この駅がある地区の昔の地名『華西壩』から名づけられた。

## 駅構造

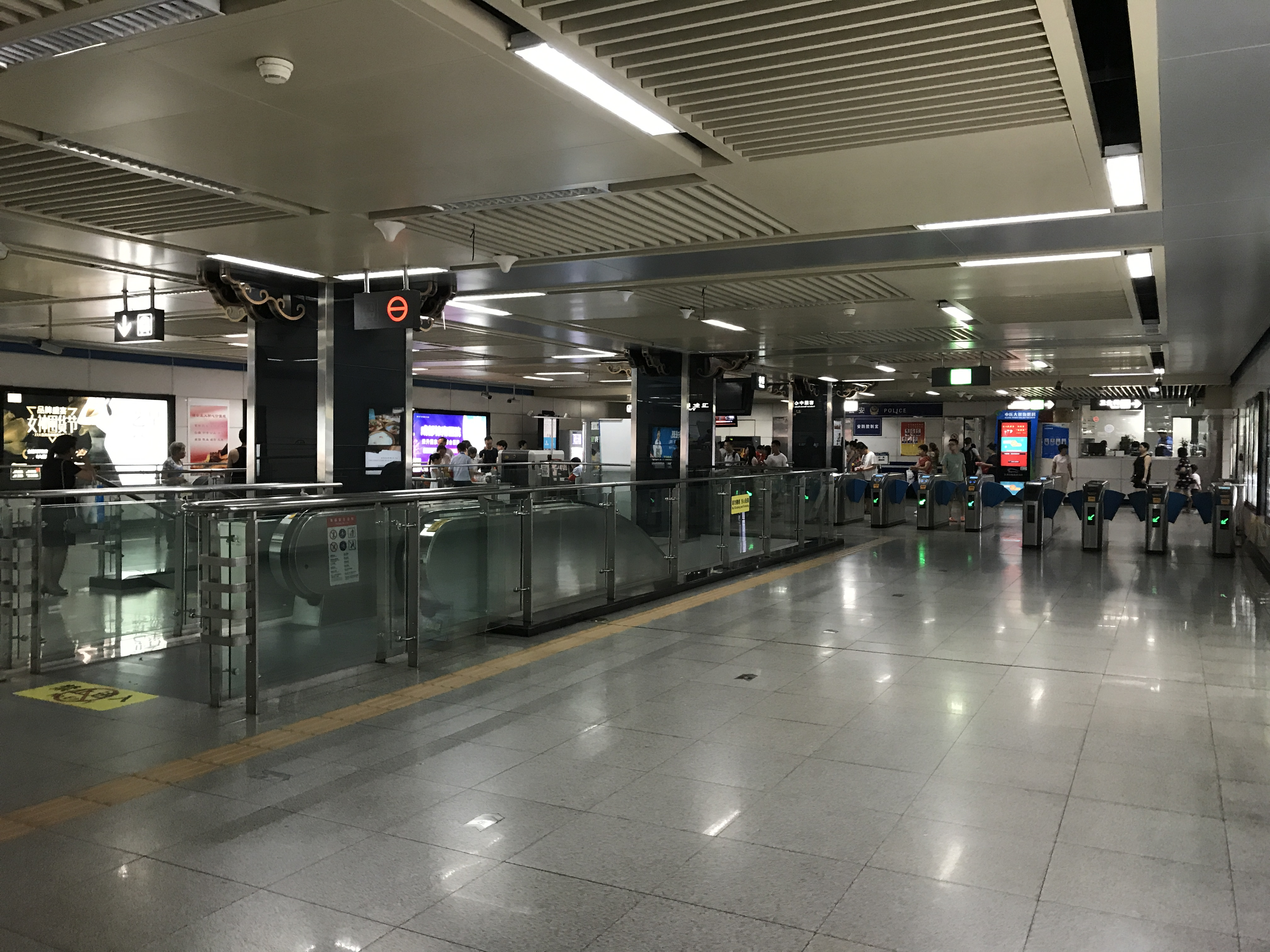
改札
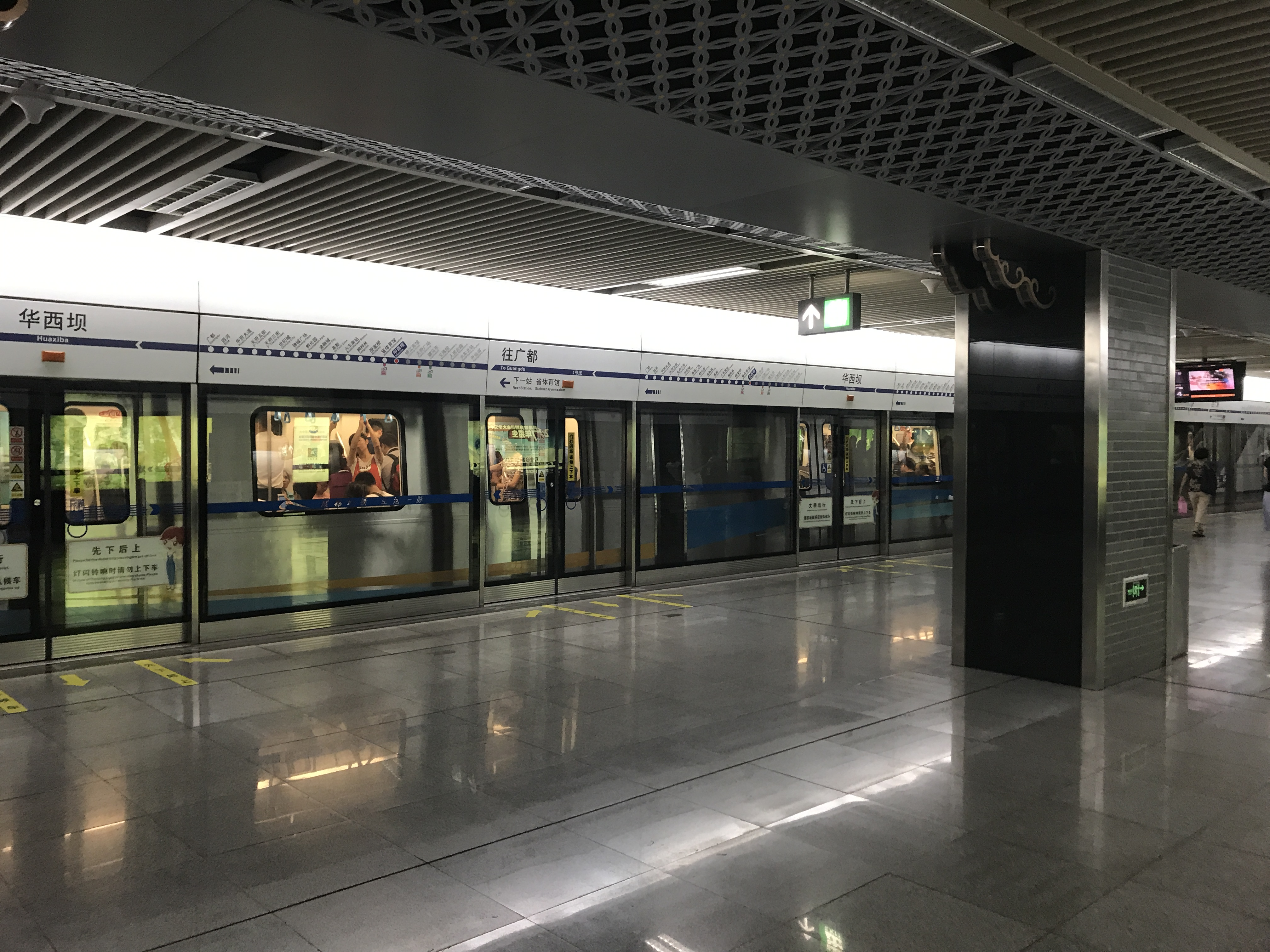
ホーム

島式ホーム1面2線の地下駅。
| 地上      |                                              | 出入口                                |  |
| 地下 一階 | 駅ロビー                                     | 安全検査、券売機、駅売店              |  |
| 地下 二階 |                                              | ■1号線 韋家碾方面 （次の駅:錦江賓館） |  |
| 地下 二階 | 島式ホーム                                   |                                       |  |
| 地下 二階 | ■1号線 科学城/五根松方面 （次の駅:省体育館） |                                       |  |

- 改札
- ホーム

## 出入口
出入口は3つある。
|                                               |      |                        |                                                                                    |
| 出入口番号                                    | 設備 | 場所                   | 出入口付近                                                                         |
| 出口 · A                                      |      | 人民南路三段，小天竺街 | 四川大學華西口腔醫院、四川大學華西醫院                                             |
| 出口 · B                                      |      | 人民南路三段           | 四川大学華西第二医院（婦産児童医院）、四川大学華西第四医院、四川大学華西校区、頤廬 |
| 出口 · C                                      |      | 人民南路三段，大学路   | 四川大学華西校区、四川大学文物建築群、凉山賓館                                     |
| 注： エレベーター \| 車椅子の昇降台 \| トイレ |      |                        |                                                                                    |

## 隣の駅
成都地下鉄
■1号線
錦江賓館駅 - 華西壩駅 - 省体育館駅